# Verdun (Moza)
Verdunⓘ (wym. [vɛɾdœ̃]; uproszczona: werdę, niem. Wirten) – miejscowość i gmina we Francji, w regionie Grand Est, w departamencie Moza.
Według danych na rok 1990 gminę zamieszkiwały 20 753 osoby, a gęstość zaludnienia wynosiła 669 osób/km² (wśród 2335 gmin Lotaryngii Verdun plasuje się na 10. miejscu pod względem liczby ludności, natomiast pod względem powierzchni na miejscu 55.).

## Historia
W mieście miała miejsce jedna z największych bitew I wojny światowej, podczas której zginęło łącznie około 1 mln francuskich i niemieckich żołnierzy. Miasto jest symbolem francuskiego oporu I wojny światowej.
Marszałek Józef Piłsudski przyjechał do Verdun 6 lutego 1921 i udekorował miasto Krzyżem Srebrnym Orderu Wojskowego Virtuti Militari, wygłaszając przy tej okazji następujące przemówienie (pisownia oryginalna):
Miasto to stało się symbolem i przedmiotem podziwu wszystkich, którzy wiązali swe nadzieje ze zwycięstwem sztandaru francuskiego. Dobre wojsko nie może istnieć bez ożywionego dobrym duchem obywatelskim społeczeństwa, którego ideały znowuż nie mogą być urzeczywistnione bez dobrego wojska. I dlatego składając hołd bohaterskiemu wysiłkowi żołnierzy, świadomych obowiązku i dzielnych obywateli, nadaję w imieniu Rzeczypospolitej Polskiej miastu Verdun krzyż „Virtuti Militari”.
6 lipca 1926 roku w wielkiej sali ratuszowej miasta Verdun polski attaché wojskowy, pułkownik Sztabu Generalnego Juliusz Kleeberg wręczył zastępcy mera p. Paneau insygnia Orderu Virtuti Militari.
W okresie międzywojennym Verdun zostało odznaczone za bohaterstwo podczas wielkiej wojny estońskim Krzyżem Wolności.